# Musa bauensis
Musa bauensis là một loài thực vật có hoa trong họ Musaceae. Loài này được Häkkinen & Meekiong mô tả khoa học đầu tiên năm 2004.